# Кастрильи, Хавьер
Хавьер Кастрильи (исп. Javier Castrilli; род. 22 мая 1957, Буэнос-Айрес) — аргентинский футбольный судья. Арбитр ФИФА с 1992 по 1998 годы.

## Карьера
Кастрильи начал свою карьеру рефери в 1978 году матчем любительских команд, а спустя 13 лет в 1991 году впервые был назначен на игру чемпионата Аргентины.
В 1998 году Кастрильи вошёл в список арбитров чемпионата мира во Франции, где отсудил две встречи: игру группового этапа между Данией и Саудовской Аравией, а также матч 1/8 финала между Румынией и Хорватией.
В связи со своим сильным характером и строгим соблюдением футбольных правил Кастрильи получил прозвище «Шериф».